# 傑佛遜縣 (內布拉斯加州)
傑佛遜縣（英語：Jefferson County）是美國內布拉斯加州南部的一個縣，南鄰堪薩斯州。面積1,491平方公里。根據美国2000年人口普查，共有人口8,333人。縣治費柏立（Fairbury）。
成立於1856年1月26日，縣名是紀念美國第三任總統托马斯·杰斐逊。